# 베르가못 (과일)
베르가못(영어: bergamot)은 운향과의 과일 나무(상록 교목)이다. 귤속의 잡종 재배식물로, 쓴귤(C. × aurantium)과 레몬(C. × limon)의 자연교잡을 통해 처음 생겨났다. 쓴귤(비터오렌지)은 감귤나무와 포멜로의 교잡종이며, 레몬은 쓴귤과 시트론의 교잡종이기 때문에, 베르가못도 감귤나무 DNA와 포멜로 DNA, 시트론 DNA를 보유한다. 다나카 체계 등에서는 식물학적 종(Citrus × bergamia Risso & Poit.)이나 쓴귤의 아종(C. × aurantium subsp. bergamia (Risso & Poit.) Engl.) 또는 변종(C. × aurantium var. bergamia (Risso & Poit.) Brandis) 등으로 보기도 한다. 주산지는 이탈리아이다.

## 이름
베르가못(bergamot)의 어원은 이탈리아어 ‘베르가모토(bergamotto)’이다. 그 어원으로는 이탈리아의 도시 베르가모에서 왔다는 설과 ‘왕자의 배(梨)’를 뜻하는 오스만 튀르크어 ‘베그 아르무두(بك آرمودی)’라는 설이 있다.
꿀풀과에 베르가못(Monarda didyma)이라는 동명의 허브가 있는데, 이와 구분하기 위해 귤속 과일을 베르가못오렌지(bergamot orange)라 부르기도 한다. 이 허브는 향이 베르가못오렌지와 비슷하다 해서 같은 이름이 붙었다.

## 특징
나무의 키는 2~5m 정도 되고, 잎은 다른 감귤류 잎처럼 표면에 광택이 있고, 다른 감귤류 잎보다 약간 길쭉한 모양을 하고 있다. 여름에 향이 있는 흰 꽃을 피우며, 꽃잎은 5장이다. 열매는 꼭지 부분이 돌출된 서양배 모양 또는 둥근 모양이며, 껍질 표면이 약간 울퉁불퉁하다. 열매 색은 녹색이다가 익으면서 노란색, 주황색으로 바뀐다.

## 이용
방향유를 채취해 향료로 사용한다. 얼 그레이와 레이디 그레이는 베르가못으로 맛을 낸 홍차이다. 향기 때문에 향수에 자주 사용된다.
이탈리아에서는 과즙을 주스 등 음료도 마시기도 한다.

## 사진

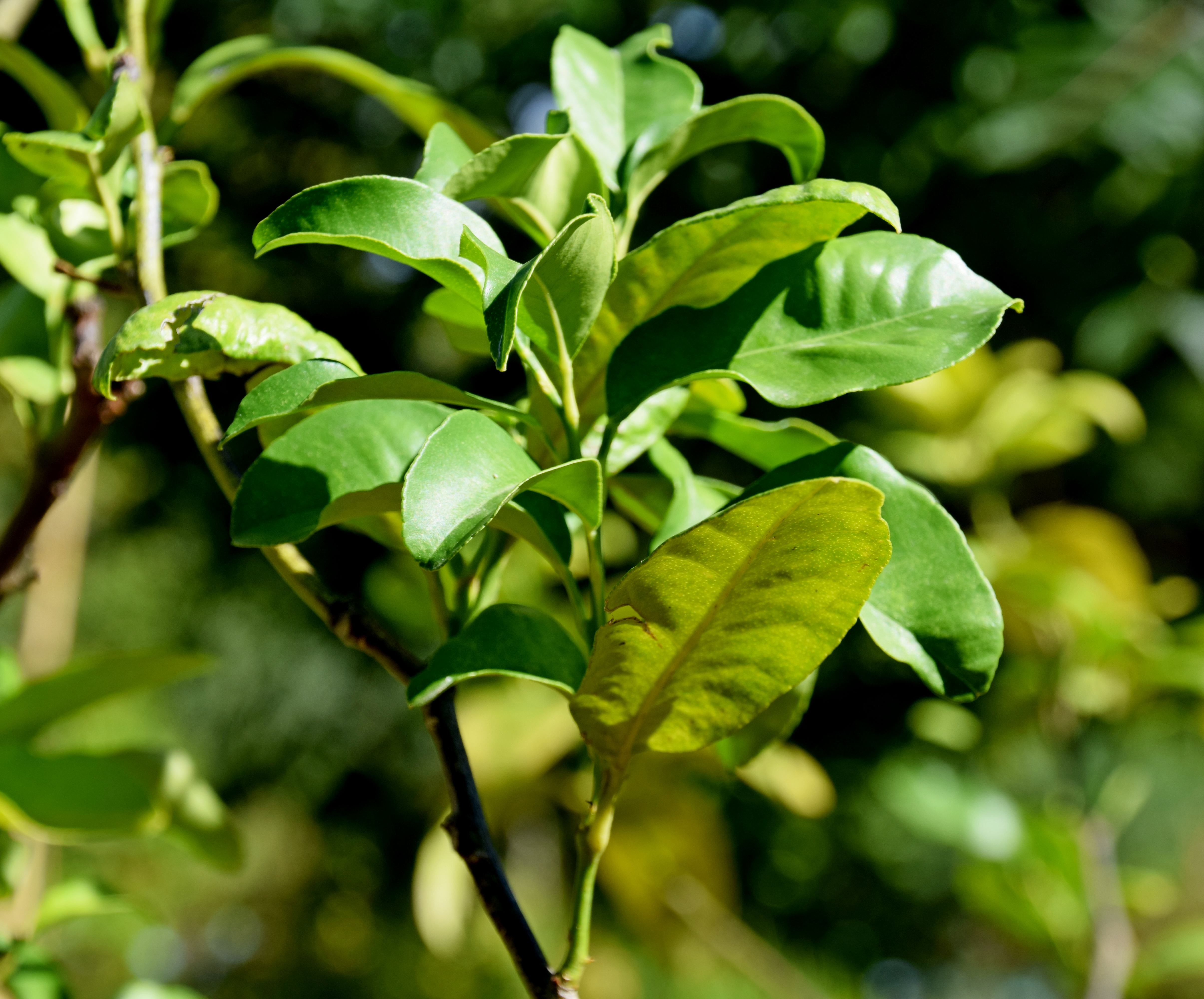
잎
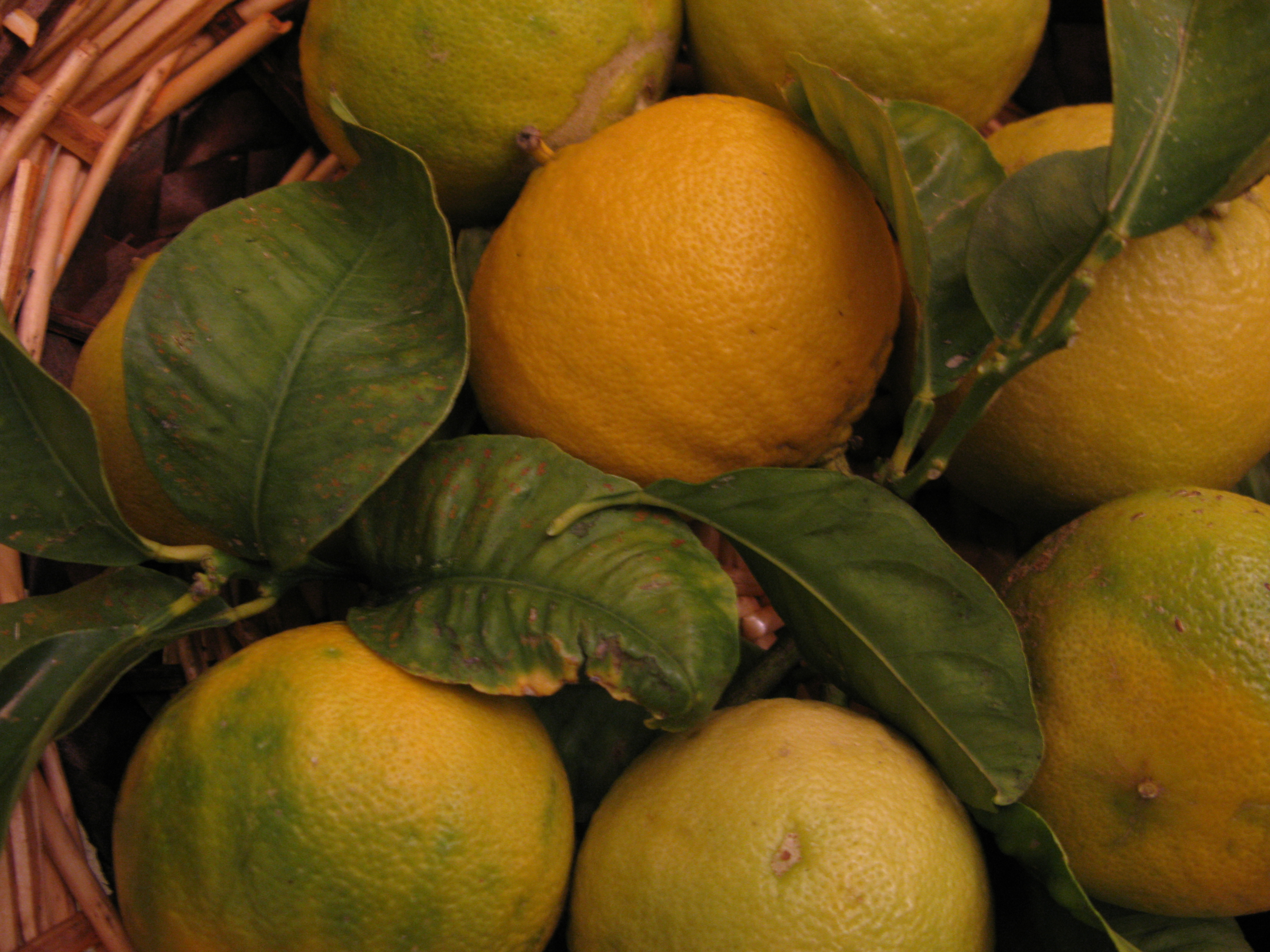
열매
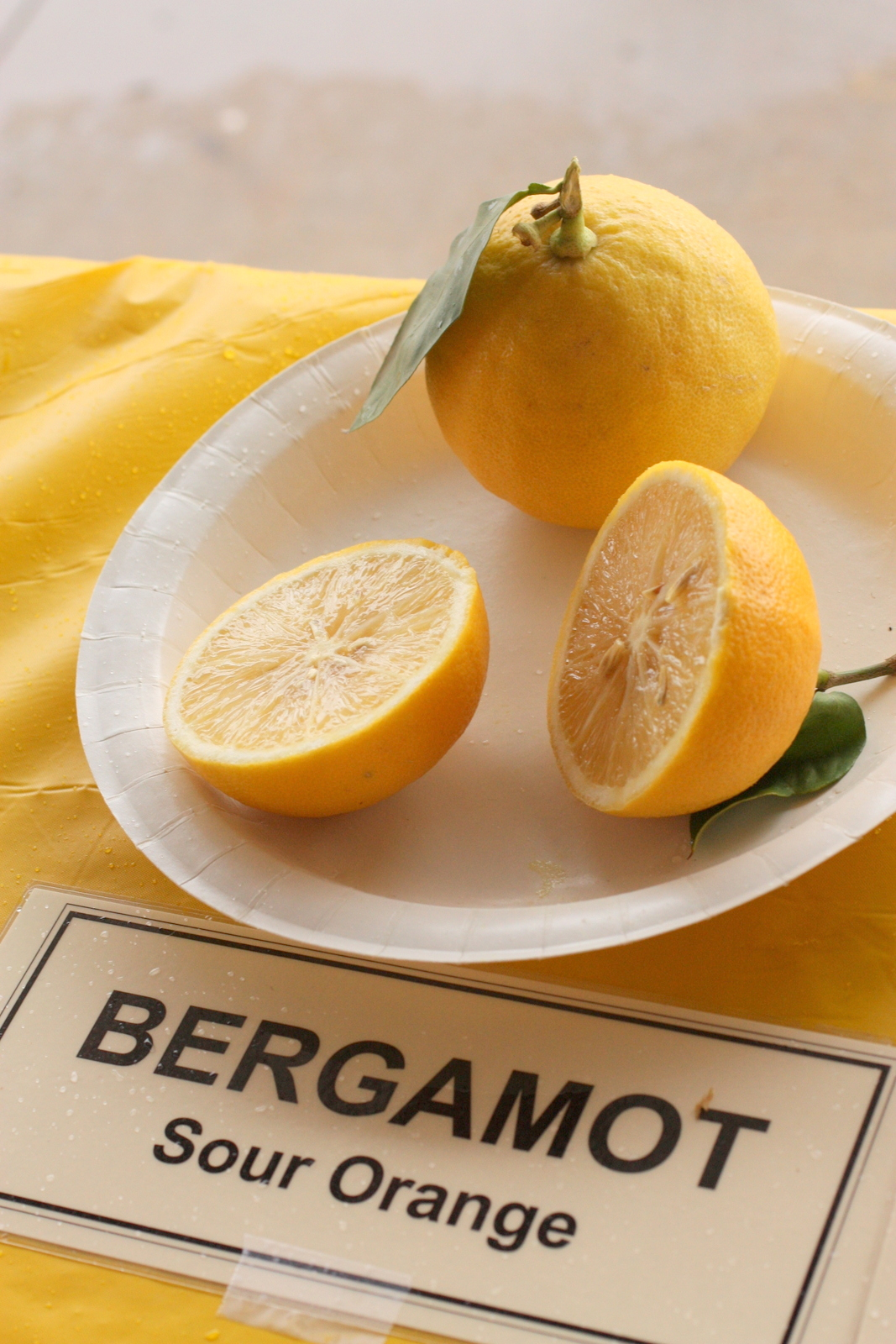
열매 단면
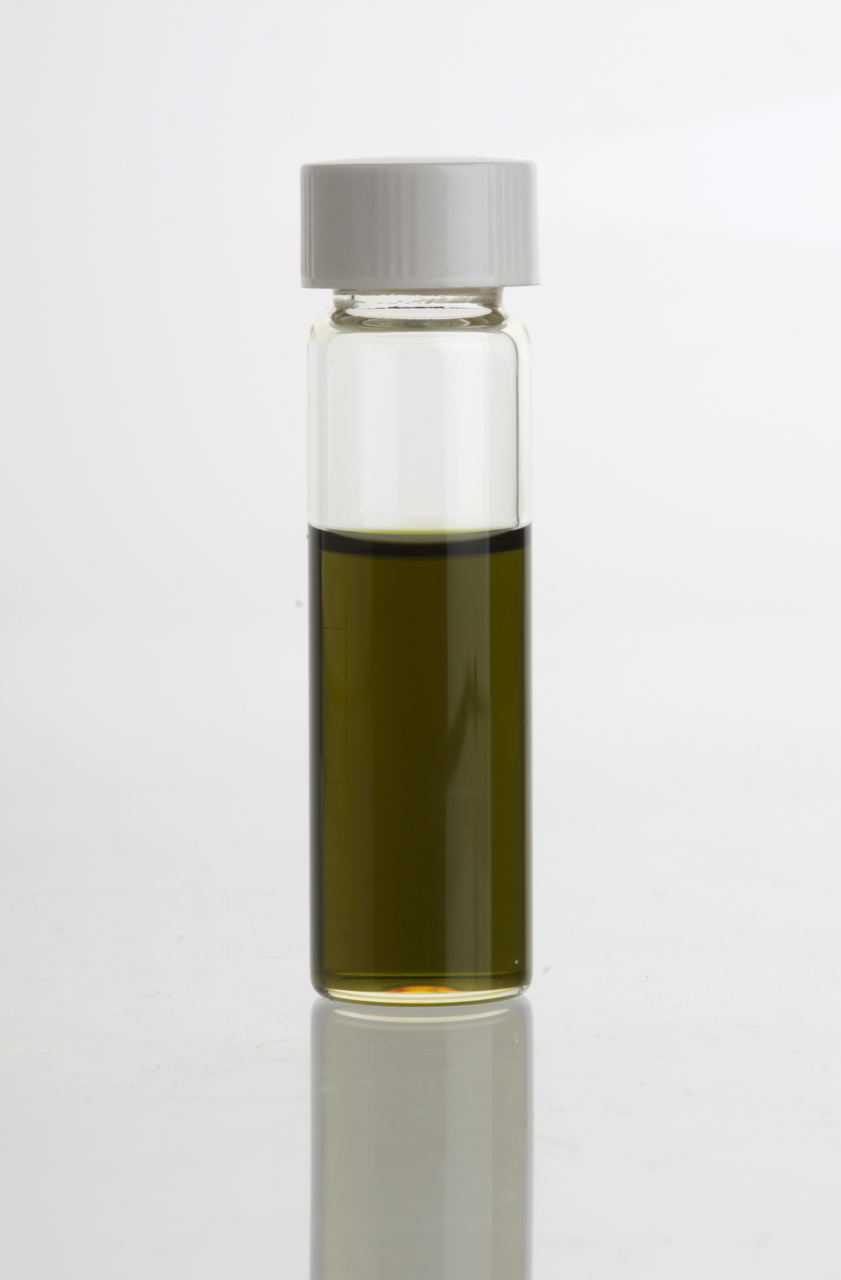
베르가못 방향유